# AOCワインの一覧
AOCワインの一覧（アー・オー・セー ワインのいちらん）では、フランス共和国のワイン法により最上位のカテゴリーにランクされているアペラシオン・ドリジーヌ・コントロレ（原産地呼称統制、AOC）ワインの一覧表を示す。
日本に輸入されているフランスワインは、一部にヴァン・ド・ペイおよびテーブルワイン（ヴァン・ド・フランス）クラスのものがあるが、大半はAOCワインである。
AOCワインは、ラベルに必ずAppellation ○○ Contrôléeという表記があり、○○の部分が、登録された原産地名である。

## 凡例
ここには、フランス語版からアルファベット順のリストを列挙している。リストはフランス語、日本語、栽培地域の順で、その後に簡単な説明をつけたものもある。フランス語版で、リンク先の項目があるものには、このページから直接その項にリンクできるようにしてある。アルザス特級の畑名AOCなど、日本でほとんど見かけないものは省略した。

## 一覧

### A
- Ajaccio アジャクシオ コルス
- Aloxe Corton アロース＝コルトン ブルゴーニュ; コート・ド・ボーヌ地区の村名付き赤ワイン
- Alsace アルザス アルザス
- Alsace edelzwiker アルザス・エーデルツヴィケール アルザス
- Alsace Gewurztraminer アルザス・ゲヴュルツトラミネール アルザス
- Alsace grand cru アルザス・グラン・クリュ アルザス; グラン・クリュは特級の意味。アルザスでは53ある特級畑はすべてAOCになっているが、ここでは省略する。
- Alsace Muscat アルザス・ミュスカ アルザス
- Alsace Pinot gris アルザス・ピノ・グリ アルザス
- Alsace Pinot noir アルザス・ピノ・ノワール アルザス
- Alsace Riesling アルザス・リースリング アルザス
- Alsace Sylvaner アルザス・シルヴァネール アルザス; 「グラン・クリュ」をのぞくエーデルツヴィケールからここまでの7つは、セパージュ（品種名付き）アルザスである。
- Anjou アンジュ ロワール
- Anjou Gamay アンジュー・ガメ ロワール
- Anjou mousseux アンジュー・ムスー ロワール; 「ムスー」とはスパークリングワインの意味である。
- Anjou pétillant アンジュー・ペティヤン ロワール; 「ペティヤン」とは、ぱちぱちはぜるという意味で、ワインでは、弱発泡性のワインの意味である。
- Arbois アルボワ ジュラ
- Auxey-Duresses オーセイ・デュレス ブルゴーニュ

### B
- Bandol バンドル プロヴァンス
- Banyuls バニュルス ルシヨン
- Barsac バルサック ボルドー
- Bâtard Montrachet バタール・モンラッシェ ブルゴーニュ
- Béarn ベアルヌ 南西部
- Beaujolais ボージョレ ボージョレ
- Beaujolais Villages ボージョレ・ヴィラージュ ボージョレ: ボージョレ地区北部の特定野村で産する上級品
- Beaune ボーヌ ブルゴーニュ
- Bellet ベレ プロヴァンス
- Bergerac ベルジュラック 南西部
- Bergerac sec ベルジュラック・セック 南西部; 上記と同じ地区で作られる辛口白ワイン
- Bienvenues Bâtard Montrachet ビアンヴニュ・バタール・モンラッシェ ブルゴーニュ
- Blanc fumé de Pouilly ブラン・フュメ・ド・プイイ ロワール、Pouilly Fumé プイィ・フュメと同義。
- Blanquette de Limoux ブランケット・ド・リムー ラングドック
- Blagny ブラニー ブルゴーニュ
- Blaye ブライ ボルドー
- Bonnes Mares ボンヌ・マール ブルゴーニュ
- Bonnezeaux ボヌゾー ロワール: アンジューの近くで、シュナン・ブラン種のぶどうから造られる甘口白ワイン
- Bordeaux ボルドーAOC、 ボルドー
- Bordeaux Clairet ボルドー・クレレ ボルドー: 「クレレ」は「色が薄い」の意味で、濃いピンク色のワインのこと。
- Bordeaux côtes de Francs ボルドー・コート・ド・フラン ボルドー
- Bordeaux Haut-Benauge ボルドー・オー・ブノージュ ボルドー
- Bordeaux mousseux ボルドー・ムスー ボルドー
- Bordeaux rosé ボルドー・ロゼ ボルドー
- Bordeaux sec ボルドー・セック ボルドー
- Bordeaux supérieur ボルドー・シュペリュール ボルドー
- Bourg ブール ボルドー
- Bourgogne ブルゴーニュ ブルゴーニュ
- Bourgogne Aligoté ブルゴーニュ・アリゴテ ブルゴーニュ; アリゴテ種のぶどうで造られる白ワイン
- Bourgogne Chitry ブルゴーニュ・シトリ ブルゴーニュ
- Bourgogne clairet ブルゴーニュ・クレレ ブルゴーニュ: 濃いサーモンピンクのワイン
- Bourgogne clairet Côte chalonnaise ブルゴーニュ・クレレ・コート・シャロネーズ ブルゴーニュ
- Bourgogne Côte chalonnaise ブルゴーニュ・コート・シャロネーズ ブルゴーニュ
- Bourgogne Côte Saint-Jacques ブルゴーニュ・コート・サン・ジャック ブルゴーニュ
- Bourgogne Côtes d'Auxerre ブルゴーニュ・オート・ドーセール ブルゴーニュ
- Bourgogne Côtes du Couchois ブルゴーニュ・コート・デュ・クーショワ ブルゴーニュ
- Bourgogne grand ordinaire ブルゴーニュ・グラン・トルディネール ブルゴーニュ: 「グラン・トルディネール」とは、「日常消費用の」の意味で、AOCブルゴーニュよりは格下である。現在は、Coteaux Bourguignonコトー・ブルギニョンに。
- Bourgogne Hautes côtes de Beaune ブルゴーニュ・オート・コート・ド・ボーヌ
- Bourgogne Hautes côtes de Nuits ブルゴーニュ・オート・コート・ド・ニュイ ブルゴーニュ: コート・ド・ニュイ地区の西にある産地
- Bourgogne Passe-tout-grains ブルゴーニュ・パストゥー・グラン ブルゴーニュ: ブルゴーニュで認められているぶどう品種を混醸して作る。ピノ・ノワール100%のAOCブルゴーニュより格下
- Bourgueil ブルグイユ ロワール
- Bouzeron ブズロン ブルゴーニュ: シャロネーズ地区の、人口わずか145人の村でアリゴテ種から作られるワイン
- Brouilly ブルイィ ボジョレー: 「クリュ・ボジョレー」と呼ばれる村名付きワイン
- Buzet ビュゼ 南西地方: ロット＝エ＝ガロンヌ県南東部にある人口1236人のビュゼ・スュル・ベーズ村で作られるこくのある赤ワイン。近年よく見かけるようになった。
- Bugey ビュジェ ジュラ
- Bugey mousseux ビュジェ・ムスー
- Bugey Pétillant ビュジェ・ペティヤン

### C
- Cabardès カバルデス ラングドック: 1998年にVDQDから昇格した
- Cabernet d'Anjou カベルネ・ダンジュー ロワール
- Cabernet de Saumur カベルネ・ド・ソミュール ロワール
- Cadillac カディヤック ボルドー
- Cahors カオール 南西地方
- Canon-Fronsac カノン・フロンサック ボルドー
- Cassis カシ プロヴァンス
- Cérons セロン ボルドー
- Chablis シャブリ ブルゴーニュ
- Chablis 1er Cru シャブリ・プルミエ・クリュ ブルゴーニュ: シャブリの1級
- Chablis Grand Cru シャブリ・グラン・クリュ ブルゴーニュ: シャブリの特級
- Chambertin シャンベルタン ブルゴーニュ
- Chambertin-Clos-de-Bèze シャンベルタン＝クロ・ド・ベーズ ブルゴーニュ
- Chambolle Musigny シャンボール＝ミュジニー ブルゴーニュ
- Champagne シャンパーニュ シャンパーニュ地方
- Charmes-Chambertin シャルム＝シャンベルタン ブルゴーニュ
- Chassagne-Montrachet シャサーニュ＝モンラッシェ ブルゴーニュ
- Château-Chalon シャトー・シャロン ジュラ
- Château-Grillet シャトー・グリエ ローヌ
- Châteauneuf-du-Pape シャトーヌフ・デュ・パプ ロー
- Chénas シェナ ボジョレー
- Chevalier Montrachet シュヴァリエ・モンラッシェ ブルゴーニュ
- Cheverny シュヴェルニー ロワール
- Chinon シノン ロワール
- Chiroubles シルーブル ボジョレー
- Chorey-les-Beaune ショレ・レ・ボーヌ ブルゴーニュ
- Clairette de Bellegarde クレレット・ド・ベルギャルド ラングドック
- Clairette de Die クレレット・ド・ディー ローヌ
- Clairette du Languedoc クレレット・デュ・ラングドック ラングドック
- Clos de la Roche クロ・ド・ラ・ロシュ ブルゴーニュ
- Clos de Tart クロ・ド・タール ブルゴーニュ
- Clos des Lambrays クロ・デ・ランブレ ブルゴーニュ
- Clos de Vougeot クロ・ド・ヴージョ ブルゴーニュ
- Clos Saint-Denis クロ・サン・ドニ ブルゴーニュ
- Collioure コリウール ラングドック・ルシヨン
- Condrieu コンドリュー ローヌ
- Corbières コルビエール ラングドック
- Cornas コルナス ローヌ
- Corton コルトン ブルゴーニュ
- Corton-Charlemagne コルトン＝シャルルマーニュ ブルゴーニュ
- Costières de Nîmes コスティエール・ド・ニーム ローヌ
- Côte de Beaune コート・ド・ボーヌ ブルゴーニュ
- Côte de Beaune Villages コート・ド・ボーヌ・ヴィラージュ ブルゴーニュ
- Côte de Brouilly コート・ド・ブルイィ ボジョレー
- Côte roannaise コート・ロアネーズ ロワール
- Côte Rôtie コート・ロティ ローヌ
- Coteaux champenois コトー・シャンプノワ シャンパーニュ: シャンパーニュ地方で作られる、いわゆる「シャンペン」でない普通のワイン
- Coteaux-de-l'Aubance コトー・ド・ローバンス ロワール
- Coteaux de Pierrevert コトー・ド・ピエールヴェール プロヴァンス
- Coteaux de Saumur コトー・ド・ソミュール ロワール
- Coteaux du Giennois コトー・デュ・ジェノワ ロワール
- Coteaux du Languedoc コトー・デュ・ラングドック ラングドック
- Coteaux-du-Layon コトー・デュ・レイヨン ロワール
- Coteaux du Layon 1er cru Chaume   コトー・デュ・レイヨン・プルミエ・クリュ・ショーム  ロワール
- Coteaux du Loir コトー・デュ・ロワル ロワール
- Coteaux du Lyonnais コトー・デュ・リヨネ ローヌ
- Coteaux du Tricastin コトー・デュ・トリカスタン ローヌ → グリニャン・レ・ザデマール
- Coteaux du Vendômois コトー・デュ・ヴァンドモワ ロワール
- Coteaux Varois en Provence コトー・ヴァロワ・ザン・プロヴァンス プロヴァンス
- Côtes de Bergerac コート・ド・ベルジュラック 南西部
- Côtes de Blaye コート・ド・ブライ ボルドー
- Côtes de Bordeaux Saint-Macaire コート・ド・ボルドー・サン・マケール ボルドー
- Côtes de Bourg コート・ド・ブール ボルドー
- Côtes de Castillon コート・ド・カスティヨン ボルドー
- Côtes de Duras コート・ド・デュラス 南西部
- Côtes de Montravel コート・ド・モンラヴェル 南西部
- Côtes de Nuits Villages コート・ド・ニュイ・ヴィラージュ ブルゴーニュ
- Côtes de Provence コート・ド・プロヴァンス プロヴァンス
- Gris de Toul コート・ド・トゥル ロレーヌ: フランス北東端のムルト＝エ＝モーゼル県で作られるワイン
- Côtes du Forez コート・デュ・フォレ ロワール
- Côtes du Frontonnais コート・デュ・フロントネ 南西部
- Côtes du Jura コート・デュ・ジュラ ジュラ
- Côtes-du-Marmandais コート・デュ・マルマンデ アキテーヌ地方ロット・エ・ガロンヌ県
- Côtes du Rhône コート・デュ・ローヌ ローヌ
- Côtes du Rhône Villages コート・デュ・ローヌ・ヴィラージュ ローヌ
- Côtes-du-Roussillon コート・デュ・ルシヨン ルシヨン
- Côtes du Roussillon Villages コート・デュ・ルシヨン・ヴィラージュ ルシヨン
- Côtes du Vivarais コート・デュ・ヴィヴァレ ローヌ
- Cour-Cheverny クール・シュヴェルニー ロワール、シュヴェルニィと同じ区域でロモランタンを使用。
- Crémant d'Alsace クレマン・ダルザス アルザス: 「Crément」は、シャンペンと同じ方式（伝統的製法、仏 Méthode traditionnelle）で作られるスパークリングワイン
- Crémant de Bordeaux クレマン・ド・ボルドー ボルドー
- Crémant de Bourgogne クレマン・ド・ブルゴーニュ ブルゴーニュ
- Crémant de Loireクレマン・ド・ロワール ロワール
- Crémant du Jura クレマン・デュ・ジュラ ジュラ
- Crépy クレピー サヴォワ→Savois Crépyサヴォワ・クレピィに格下げ
- Criots Bâtard Montrachet クリオ・バタール・モンラッシェ ブルゴーニュ
- Crozes-Hermitage クローズ・エルミタージュ ローヌ

### E
- Échezeaux エシュゾー／エシェゾー ブルゴーニュ
- Entre-deux-Mers アントル・ドゥー・メール ボルドー

### F
- Faugères フォジェール ラングドック
- Fitou フィトゥー ラングドック
- Fixin フィサン ブルゴーニュ
- Fleurie フルーリー ボジョレー
- Fronsac フロンサック ボルドー
- Frontignan フロンティニャン ラングドック
- Fronton フロントンAOC ミディ＝ピレネー

### G
- Gaillac ガイヤック 南西部
- Gevrey-Chambertin ジュヴレ＝シャンベルタン ブルゴーニュ
- Gigondas ジゴンダス ローヌ
- Givry ジヴリ ブルゴーニュ
- Grands Échezeaux グラン・ゼシュゾー ブルゴーニュ
- Graves グラーヴ ボルドー
- Graves de Vayres グラーヴ・ド・ヴェール ボルドー
- Graves supérieures グラーヴ・スュペリュール ボルドー
- Grignan-les-adhémar グリニャン・レ・ザデマール ローヌ
- Griottes-Chambertin グリオット＝シャンベルタン ブルゴーニュ

### H
- Haut-Médoc オー・メドック ボルドー
- Haut-Montravel オー・モンラヴェル 南西部
- Hermitage エルミタージュ ローヌ

### I
- Irancy イランシー ブルゴーニュ
- Irouléguy イルーレギ 南西部

### J
- Jasnières ジャニエール ロワール
- Juliénas ジュリエナ ボジョレー
- Jurançon Doux ジュランソン・ドゥー 南西地方
- Jurançon sec ジュランソン・セック 南西地方

### L
- L'Étoile レトワール ジュラ
- Ladoix ラドワ ブルゴーニュ
- La Grande Rue ラ・グランド・リュ ブルゴーニュ
- Lalande de Pomerol ラランド・ド・ポムロル ボルドー
- La Romanée ラ・ロマネ ブルゴーニュ
- La Tâche ラ・ターシュ ブルゴーニュ
- Latricières-Chambertin ラトリシェール＝シャンベルタン ブルゴーニュ
- Limoux リムー ラングドック
- Lirac リラック ローヌ
- Listrac-Médoc リストラック・メドック ボルドー; メドック地区に6つある村名AOCのひとつ。赤ワイン
- Loupiac ルーピャック ボルドー; ソーテルヌの対岸にある甘口白ワインを産する村。
- Luberon リュベロン ローヌ
- Lussac - Saint-Émilion リュサック＝サンテミリオン ボルドー

### M
- Mâcon マコン ブルゴーニュ
- Mâcon Supérieur マコン・スュペリュール ブルゴーニュ
- Mâcon Villages マコン・ヴィラージュ ブルゴーニュ
- Madiran マディラン 南西地方; オート・ガロンヌ県にある、ボディーのしっかりした赤ワインを産する村。
- Malepère マルペール ラングドック
- Maranges マランジュ ブルゴーニュ
- Marcillac マルシヤック 南西地方; アヴェロン県のマルシャック・ヴェロンほか10ヶ村で作られる赤ワイン。
- Margaux マルゴー ボルドー; シャトー・マルゴーなどで知られるメドック地区の村
- Marsannay マルサネ ブルゴーニュ
- Maury モーリ ルーシヨン
- Maury Rancio モーリ・ランシオ ルーシヨン
- Mazis-Chambertin マジ＝シャンベルタン ブルゴーニュ
- Médoc メドック ボルドー
- Menetou Salon メヌトゥー・サロン、読みは「ムヌトゥー」ではなく「メヌトゥー」
- Mercurey メルキュレ ブルゴーニュ
- Meursault ムルソー ブルゴーニュ
- Minevois ミネルヴォワ ラングドック
- Minervois - La Livinière ミネルヴォワ＝ラ・リヴィニエール ラングドック
- Monbazillac モンバジャック 南西部; ドルドーニュ県にある、貴腐ワインや甘口白ワインで有名な産地。
- Montagne-Saint-Émilion モンターニュ＝サンテミリオン ボルドー
- Montagny モンタニー ブルゴーニュ
- Monthelie モンテリー ブルゴーニュ
- Montlouis-sur-Loire モンルイ・スュル・ロワール ロワール
- Montlouis-sur-Loire mousseux モンルイ・スュル・ロワール・ムスー
- Montlouis-sur-Loire pétillant モンルイ・スュル・ロワール・ペティヤン
- Montrachet モンラシェ ブルゴーニュ
- Montravel モンラヴェル 南西部; ドルドーニュ県で作られる辛口の白ワイン
- Morey-Saint-Denis モレ＝サン・ドニ ブルゴーニュ
- Morgon モルゴン ボジョレー
- Moulin à Vent ムーラン・ア・ヴァン ボジョレー
- Moulis または Moulis-en-Médoc ムーリスまたはムーリ・ザン・メドック ボルドー; メドックの村名ワイン
- fr:MuscadetMuscadet ミュスカデ ロワール
- Muscadet Sèvre-et-Maine ミュスカデ・セーヴル・エ・メーヌ
- Muscat de Beaumes-de-Venise ミュスカ・ド・ボーム・ド・ヴニーズ ローヌ
- Muscat de Frontignan ミュスカ・ド・フロンティニャン ラングドック
- Muscat de Rivesaltes ミュスカ・ド・リヴザルト ルシヨン
- Musigny ミュジニー ブルゴーニュ

### N
- Néac ネアック ボルドー
- Nuits-Saint-Georges ニュイ・サン・ジョルジュ ブルゴーニュ

### O
- Orléans (AOC) オルレアン ロワール
- Orléans-Cléry オルレアン・クレリー ロワール

### P
- Pacherenc du Vic-Bilh パシュレンク・デュ・ヴィクビル 南西部
- Palette パレット プロヴァンス
- Patrimonio パトリモニオ コルス
- Pauillac ポイヤック ボルドー
- Pécharmant ペシャルマン 南西部
- Pernand-Vergelesses ペルナン＝ヴェルジュレス ブルゴーニュ
- Pessac-Léognan ペサック＝レオニャン ボルドー
- Petit Chablis プティ・シャブリ ブルゴーニュ: シャブリの1ランク下のAOC
- Pomerol ポムロル ボルドー
- Pommard ポマール ブルゴーニュ
- Pouilly Fuissé プイィ・フュイッセ ブルゴーニュ
- Pouilly-Fumé プイィ・フュメ ロワール: ブルゴーニュ地方南西端のプイィ・シュール・ロワールなど3村で作られる「煙の香り」のする辛口白ワイン
- Pouilly Loché プイィ・ロシェ ブルゴーニュ
- Pouilly-sur-Loire プイィ・スュル・ロワール ロワール
- Pouilly-Vinzelles プイィ・ヴァンゼル ブルゴーニュ
- Premières Côtes de Blaye プルミエール・コート・ド・ブライ ボルドー
- Premières Côtes de Bordeaux プルミエール・コート・ド・ボルドー ボルドー
- Puisseguin-Saint-Émilion ピュイスガン＝サンテミリオン ボルドー
- Puligny-Montrachet ピュリニー＝モンラシェ ブルゴーニュ

### Q
- Quarts-de-Chaume キャール・ド・ショーム ロワール
- Quincy カンシー ロワール

### R
- Régnié レニエ ボジョレー
- Reuilly ルイィ ロワール
- Rasteau ラストー ローヌ
- Rasteau Rancio ラストー・ランシオ ローヌ
- Richebourg リシュブール ブルゴーニュ
- Rivesaltes リヴザルト ルシヨン
- Romanée-conti ロマネ・コンティ ブルゴーニュ
- Rosé d'Anjou ロゼ・ダンジュー ロワール
- Rosé d'Anjou pétillant ロゼ・ダンジュー・ペティヤン ロワール
- Rosé de Loire ロゼ・ド・ロワール ロワール
- Rosé des Riceys ロゼ・デ・リセー シャンパーニュ
- Rosette ロゼット 南西部
- Roussette de Savoie ルーセット・ド・サヴォワ サヴォワ
- Ruchottes-Chambertin リュショット＝シャンベルタン ブルゴーニュ
- Rully リュリー ブルゴーニュ

### S
- Saint-Amour (AOC) サン・タムール ボジョレー
- Saint-Aubin サントーバン ブルゴーニュ
- Saint-Bris サン・ブリ ブルゴーニュ
- Saint-Chinian  サン・シニアン ラングドック
- Saint-Émilion サンテミリオン ボルドー
- Saint-Émilion grand cru サンテミリオン・グラン・クリュ ボルドー
- Saint-Estèphe サンテステフ ボルドー
- Saint-Georges-Saint-Émilion サンジョルジュ＝サンテミリオン ボルドー
- Saint-Joseph (AOC) サン・ジョゼフ ローヌ
- Saint-Julien サン・ジュリアン ボルドー
- Saint-Péray  サン・ペレ ローヌ
- Saint-Pourçain サン・プルサン オーヴェルニュ
- Saint-Romain サン・ロマン ブルゴーニュ
- Saint-Véran サン・ヴェラン ブルゴーニュ
- Sainte-Croix-du-Mont サント・クロワ・デュ・モン ボルドー
- Sainte-Foy - Bordeaux サント・フォワ・ボルドー ボルドー
- Sancerre サンセール ロワール
- Santenay サントネー ブルゴーニュ
- Saumur ソミュール ロワール
- Saumur Champigny ソミュール・シャンピニー ロワール
- Saumur mousseux ソミュール・ムスー ロワール
- Saumur pétillant ソミュール・ペティヤン ロワール
- Saussignac ソースィニャック 南西部: ドルドーニュ県にある人口400人の村。
- Sauternes ソーテルヌ ボルドー
- Savennières サヴニエール ロワール
- Savennières Coulée de Serrant サヴニエール・クーレ・ド・セラン ロワール
- Savennières Roche aux Moines サヴニエール・ロシュ・オー・モワーヌ ロワール
- Savigny/Savigny-lès-Beaune サヴィニ／サヴィニ・レ・ボーヌ ブルゴーニュ
- Seyssel セイセル サヴォワ

### T
- Tavel タヴェル ローヌ
- Touraine トゥーレーヌ ロワール
- Touraine Amboise トゥーレーヌ・アンボワーズ ロワール
- Touraine Azay-le-Rideau トゥーレーヌ・アゼ・ル・リドー ロワール

### V
- Vacqueyras ヴァケイラス ローヌ
- Valençay ヴァランセ ロワール
- Ventoux ヴァントゥー ローヌ
- Vin de Corse ヴァン・ド・コルス コルス
- Vin Frontignan ヴァン・フロンティニャン ラングドック
- Vignoble de Savoie ヴァン・ド・サヴォワ サヴォワ
- Vinsobres ヴァンソーブル ローヌ
- Volnay ヴォルネ ブルゴーニュ
- Vosne-Romanée ヴォーヌ＝ロマネ ブルゴーニュ
- Vougeot ヴージョ ブルゴーニュ
- Vouvray ヴーヴレ ロワール